# Pablito Rodríguez
Pablo Rodríguez Casas (Navalmoral de la Mata, Cáceres, 5 de febrero de 1920 - 30 de enero de 2006), conocido deportivamente como Pablito, fue un futbolista español que jugaba como defensa. Perteneció a la plantilla de Primera División de España del Valencia CF.

## Trayectoria

### CD Ciudad Real
Nacido en Navalmoral de la Mata. Antes de cumplir los diez años de edad viajó junto a su familia a Madrid. Tras la Guerra Civil, superada la mayoría de edad, comienza a dedicarse al fútbol en la Base Naval de Mahón, donde destacó entre sus compañeros por su técnica e inteligencia sobre el terreno de juego. Rápidamente varios equipos federados se interesan por él, yéndose a jugar la temporada de 1943-44 al Club Deportivo Ciudad Real, equipo madrileño encuadrado en el Grupo 3 de la Segunda Regional Castellana, competición en la que finalizaron octavos con escasos 11 puntos, superando posteriormente la fase de permanencia.

### CD Cifesa
En el verano de 1944 consigue dar el salto al fútbol nacional, ficha por el CD Cifesa, equipo que militaba en el Grupo VII (Zona Sur, Castellana e Hispanomarroquí) de la Tercera División de España. El joven jugador moralo debutaba en su tierra frente al CP Cacereño, el 24 de septiembre, cayendo derrotados por cuatro goles a tres. En la primera temporada lograron un magnífico segundo puesto a sólo tres puntos del Club Deportivo Badajoz. Así mismo, la segunda temporada quedaron clasificados en séptimo lugar. Finalizada la competición, concretamente el 19 de marzo de 1946, disputó un partido amistoso con la selección de los "modestos madrileños" frente a un equipo formado por jugadores del Real Madrid CF y Club Atlético de Madrid, en pro del fondo de lesiones de la Federación Castellana de Fútbol. Su dos grandes temporadas en la zaga del conjunto de la capital, le sirvió para que varios equipos se fijaran en él.

### Valencia CF
A mediados de junio de 1946 el Valencia CF se hace con sus servicios, debutando el 20 de junio de 1946 ante la UD Levante, en un partido amistoso celebrado en el Estadio Mestalla en homenaje a Rogelio Santiago García "Lelé". Ese sería el primer y último partido que jugaría con los chés. A pesar de no jugar ningún partido oficial, formó parte de la plantilla ganadora de la Primera División de España 1946-47. A finales de julio de 1947, el Valencia CF le daría la carta de libertad.

### CD Numancia
La temporada 1947/48 volvería a jugar en Tercera División de España, se incorporaría a la plantilla del CD Numancia de Soria, donde jugó una temporada, debutando en la Copa del Generalísimo el 19 de octubre de 1945 ante el CD Tudelano. En cuanto a la competición liguera, quedó en una desapercibida 11.ª posición, a pesar de ello se erigió como el líder de los numantinos lo que llamó la atención al campeón esa temporada, la UD Huesca.

### UD Huesca
Con veintiocho años ficha por la UD Huesca de Tercera División de España. La primera temporada quedan en sexto lugar, consiguiendo el siguiente año ser campeones de liga y ascender a la Segunda División de España. El 24 de septiembre de 1950 debuta oficialmente en el fútbol profesional, lo haría en el Estadio Carlos Tartiere (1932) ante el Real Oviedo, logrando finalizar la temporada en quinta posición, a sólo tres puntos de los playoffs de ascenso a Primera División de España.

### UB Conquense
En el tramo final de su carrera, superada la treintena, recala en la UB Conquense del Grupo V de la Tercera División de España, finalizando la liga en duodécima posición. Cabe destacar que esa temporada ningún equipo descendió.

### CD Badajoz
En 1952, Pablito vuelve a su tierra para hacer historia. Ficha por el Club Deportivo Badajoz, con quien consigue levantar de nuevo el trofeo de campeón de Tercera División de España, logrando el primer ascenso de un equipo extremeño a Segunda División de España. La siguiente campaña jugaría únicamente cuatro partidos, retirándose el 13 de diciembre de 1953 en el partido que ganaron 6 a 2 al Unión Deportiva España, celebrado en el Estadio El Vivero, cerrándose así el círculo de una brillante carrera deportiva.

## Clubes
| Club           | País   | Año         |
| -------------- | ------ | ----------- |
| CD Ciudad Real | España | 1943 - 1944 |
| CD Cifesa      | España | 1944 - 1946 |
| Valencia CF    | España | 1946 - 1947 |
| CD Numancia    | España | 1947 - 1948 |
| UD Huesca      | España | 1948 - 1951 |
| UB Conquense   | España | 1951 - 1952 |
| CD Badajoz     | España | 1952 - 1954 |

## Palmarés
| Título                     | Club        | País   | Año  |
| -------------------------- | ----------- | ------ | ---- |
| Primera División de España | Valencia CF | España | 1947 |
| Tercera División de España | UD Huesca   | España | 1950 |
| Tercera División de España | CD Badajoz  | España | 1953 |